# Stow Bedon
Stow Bedon – wieś w Anglii, w hrabstwie Norfolk, w dystrykcie Breckland. Leży 31 km na zachód od Norwich i 133 km na północny wschód od Londynu. W 2001 miejscowość liczyła 287 mieszkańców.